# 五凤 (窦建德)
五凤（618年十一月—621年五月）：隋朝末期唐朝初期領袖，夏政權窦建德的年号，歷時2年。
《唐书·窦建德传》记载，武德元年冬至日，有五只大鸟在金城宫宴会时出现，并有数万只鸟相随，因此改元五凤。

## 改元
- 丁丑二年——十一月二十七日，改元為五鳳元年。[3][4][5]

## 大事记
- 五鳳四年——五月初二日，竇建德在虎牢被李世民俘虜。[6]

## 纪年
| 五凤 | 元年  | 二年  | 三年  | 四年  |
| ---- | ----- | ----- | ----- | ----- |
| 公元 | 618年 | 619年 | 620年 | 621年 |
| 干支 | 戊寅  | 己卯  | 庚辰  | 辛巳  |

## 同期存在的其他政权年号
- 中國
  - 皇泰（618年－619年）：隋朝政权——杨侗年号
  - 太平（616年－622年）：隋朝時期——楚政權林士弘年号
  - 永平（617年－618年）：隋朝時期——魏政權李密年号
  - 天兴（617年－620年）：隋朝時期——刘武周年号
  - 永隆（618年－628年）：隋朝時期——梁政權梁師都年号
  - 鸣凤（617年－618年）：隋朝時期——梁政權蕭銑年号
  - 安乐（617年－619年）：隋朝時期——涼政權李軌年号
  - 武德（618年－626年）：唐朝政权——唐高祖李淵年号
  - 天壽（618年－619年）：唐朝時期——許政權宇文化及年号
  - 昌達（618年－619年）：唐朝時期——楚政權朱粲年号
  - 始兴（618年－624年）：唐朝時期——燕政權高开道年号
  - 法輪（618年）：唐朝時期——齊政權高曇晟年号
  - 开明（619年－621年）：唐朝時期——鄭政權王世充年号
  - 延康（619年－620年）：唐朝時期——梁政權沈法兴年号
  - 明政（619年－621年）：唐朝時期——吳政權李子通年号
  - 义和（614年－619年）：高昌政权——麴伯雅年号
  - 重光（620年－623年）：高昌政權——麴伯雅年号
- 朝鮮半島
  - 建福（584年－634年）：新羅——真平王之年號

## 參看
- 中國年號索引
- 其他使用五凤年號的政權

## 深入閱讀
- 李崇智. . 北京: 中華書局. 2004年12月. ISBN 7101025129.
- 徐紅嵐. . 瀋陽: 遼寧教育出版社. 1998年5月. ISBN 7538246193.
- 松橋達良. . 東京: 砂書房. 1994年7月. ISBN 4915818276.

| 前一年號： 丁丑 | 窦建德年号 五鳳 | 下一年號： 無 |